# Карамоллаоглу, Темель
Темель Карамоллаоглу (род. 20 сентября 1941, Кахраманмараш) — турецкий политик.

## Биография
Родился 20 июля 1941 года. Окончил Научно-технологический институт при Манчестерском университете. Затем работал в организации государственного планирования. В 1977 году вступил в возглавляемую Неджметтином Эрбаканом партию национального спасения. В 1977—1980 и 1996—2002 годах являлся членом Великого национального собрания. В 1989—1995 годах занимал пост главы Сиваса.
В октябре 2016 года на очередном конгрессе партии счастья был избран её председателем.
В апреле 2018 года заместитель председателя партии счастья Бирол Айдын объявил, что Карамоллаоглу выдвинут от партии кандидатом в президенты на предстоящих выборах.